# Нигде (вилајет)
Нигде (тур. Niğde ili) је вилајет у Турској. Популација вилајета износи 25.066 становника. Административни центар вилајета је град Нигде.